# Andrew Thomas (giocatore di football americano)
Andrew Thomas (Lithonia, 22 gennaio 1999) è un giocatore di football americano statunitense che milita nel ruolo di offensive tackle per i New York Giants della National Football League (NFL).

## Carriera universitaria
Thomas partì come titolare in ogni gara della sua prima stagione, venendo premiato come Freshman All-American. Nella seconda stagione passò nel ruolo di tackle sinistro. Dopo avere contribuito a far correre ai suoi compagni 331 yard contro Kentucky fu premiato come offensive lineman della settimana della SEC. A fine anno fu inserito nel First-team All American e nella formazione ideale della SEC. Il 17 dicembre, Thomas annunciò che avrebbe rinunciato all'ultimo anno nel college football per dichiararsi eleggibile nel Draft NFL 2020. Nella sua ultima annata fu premiato unanimemente come All-American.

## Carriera professionistica
Thomas fu scelto come quarto assoluto dai New York Giants nel Draft NFL 2020. Debuttò come professionista partendo come titolare nella gara del primo turno contro i Pittsburgh Steelers. Nella settimana 6 fu punito per essersi presentato in ritardo a un incontro della squadra, venendo messo in panchina. La sua stagione da rookie si chiuse disputando tutte le 16 partite, di cui 15 come titolare.
Nel 2022 Thomas fu inserito nel Second-team All-Pro.
Il 26 luglio 2023 Thomas firmò con i Giants un nuovo contratto quinquennale del valore di 117 milioni di dollari.

## Palmarès
- Second-team All-Pro: 1

2022